# O.K.
Az O.K. angol eredetű betűszó, a szlengben a „minden rendben”, „jól van”, „értem/értettem” kifejezéseket jelenti. Elterjedt írásmódja még az okay, vagy a magyar nyelvben az oké.

A pipa jel, a „rendben van” elterjedt jelölése

## Eredete
Eredetére többféle magyarázat létezik, több városi legendában is megjelenik.

### Monogram
Számos legenda eredezteti valakinek a monogramjából az O.K. mozaikszót. Néhány ezek közül:
- Otto Kruger (más verzióban Oskar Krause), a Ford gyár minőségellenőre, aki az ellenőrzött autók szélvédőjére írta a monogramját;
- Otto Kaiser, egy német üzletember, aki az általa megvizsgált árukat jelölte O.K.-val;
- Old Keokuk indián törzsfőnök, aki a szerződéseket írta így alá;
- Obadiah Kelly vasúti szállítási ügynök, aki rakodási számlákat szignált vele.

### Indián gyökerei
- Az egyik magyarázat szerint a sac törzs főnöke, Keokuk az amerikai kormánnyal kötött szerződéseit írta alá ezzel a monogrammal (O.K., Old Keokuk (magyarul: Öreg Keokuk)).

- A másik indián eredet szerint a csaktó indiánok nyelvében az O.K. mozaikszóra hasonlító „okeh” szó jelentése a „minden rendben”.

### Európai nyelvek
- a görög „ola kala” (όλα καλά) kifejezés
- a skót „och aye” kifejezés
- a német „ordnungsgemäss kontrolliert” (szabályszerűen ellenőrizve) kifejezés

### Amerikai eredetmagyarázatok
- a 19. századi Aux Cayes kikötője (kiejtése: „okáj”)
- az Amerikai Egyesült Államokban a fuvarlevelek szabványait lefektető, vasúti hivatalnok Obadiah Kelly aláírása
- Orrin Kendall, az amerikai polgárháborúban az északi seregek beszállítója
- A II. világháborúban használták az amerikai katonák, a Zero killed (O.K.) kifejezést.

## Egyéb formák

### O.K. szinonímái
- „oké”
- „rendben”
- „értem”/„értettem”
- „jól van”
- „jó”
- stb.

## Írásbeliség
Az OK alapvetően amerikai szó, amely aztán az angol nyelv terjedésével került a többi nyelvbe.
Az első írásos nyoma 1839-ben bukkan fel, de valószínűleg már korábban közszájon forgott.
Az 1830-as években az USA keleti partjának értelmisége a gyakori kifejezéseket szívesen jelölte betűszavakkal, ezek többsége a kiejtést, vagy a szlenget követte.
Eredetét több évnyi tudományos vitát követően Allen Walker Read nyelvész publikálta és a szó keletkezését egy viccre vezette vissza.
A 30-as években, Bostonban kialakult egy humoros újságírói stílus, ahol a szavakat, kifejezéseket akronimmá rövidítették és a teljes kifejezést utána zárójelben közölték.
Alkalomadtán a rövidítés elferdítése adta a humor forrását.
Az OK 1839 március 23-án a Boston Morning Post egyik cikkében jelent meg az „all correct” (minden rendben) rövidítéseként és a vicc az volt, hogy sem az „O” sem pedig a „K” nem stimmelt, tehát semmi nem volt rendben.

## Kultúra
Az 1840-es amerikai elnökválasztási hadjáratban Martin Van Buren demokrata elnök hívei az O.K. mozaikszót használták a politikai kampányukban. Van Buren Kinderhookban született, ez elé tették az „o” betűt, mint az „Old” szó rövidítését. Az „Old” szóval a tiszteletet jelölték (a modern kultúrákban is megtalálható az „Öreg” szó tisztelete, például az öreg szóhoz gyakran kapcsolják a bölcs jelzőt is; az irodalmi művekben is felbukkan, például Karl May Winnetou-történeteiben Old Shatterhand). Ezen szavak felhasználásával a demokraták megalapították a Demokrata OK Klubot. Kedvelt szófordulatuk volt, hogy ha Van Buren győz, akkor az egész Amerikának „OK lesz”.
A republikánusok is felhasználták az OK jelzőt, csak ők Van Buren ellenében az „Off to Kinderhook” (szabadfordításban: „Tűnés vissza Kinderhookba”, vagy „Húzz vissza Kinderhookba”) szókapcsolatban.

## Külső hivatkozások
- Urban Legends – Az OK eredete Archiválva 2006. június 30-i dátummal a Wayback Machine-ben
- World Wide Words – OK
- Egy betűszó karrierje – Az O.K.-val minden rendben (HVG 2003/10. szám 88-89. oldal)